# Ilopango nemzetközi repülőtér
Az Ilopango nemzetközi repülőtér (IATA: ILS, ICAO: MSSS) Salvador és San Salvador egyik nemzetközi repülőtere.

## Fekvése
- San Salvador város központjától 9 km-re keletre található.

## Forgalomdiagram
Az utasforgalom az elmúlt években az alábbi módon változott:
| Utasok száma | 10 247 | 9567 | 12 385 | 18 252 | 17 833 | 15 174 | 8812 | 8034 |
|              | 2012   | 2014 | 2015   | 2016   | 2017   | 2018   | 2019 | 2022 |

## Légitársaságok és úticélok
2023-ban a Ilopango nemzetközi repülőtérről az alábbi járatok indulnak:
| Légitársaság                      | Célállomások                                   |
| --------------------------------- | ---------------------------------------------- |
| CM Airlines                       | Roatan, Tegucigalpa                            |
| Transportes Aéreos de El Salvador | San Miguel                                     |
| Transportes Aéreos Guatemaltecos  | Guatemala City, San Pedro Sula Charter: Roatan |